# Newcastle United F.C.
Newcastle United Football Club – angielski klub piłkarski z siedzibą w Newcastle upon Tyne, występujący w rozgrywkach Premier League. Zdobywca czterech tytułów mistrza Anglii. Swoje mecze rozgrywa na St James’ Park.

## Barwy klubowe
Czarno-białe pasy.
Przekaz historyczny mówi, że kolory klubu, a szczególnie zamiana czerwono-białych pasów, w których drużyna występowała w pierwszych lata po uformowaniu, na pasy czarno-białe, nastąpiła z powodu koloru kojarzonego z węglem, którego historycznym zagłębiem było miasto Newcastle.

## Przydomek
Sroki – The Magpies.
Przydomek pochodzi od czarno-białych pasów domowego stroju klubu, które przypominają upierzenie sroki.

## Historia

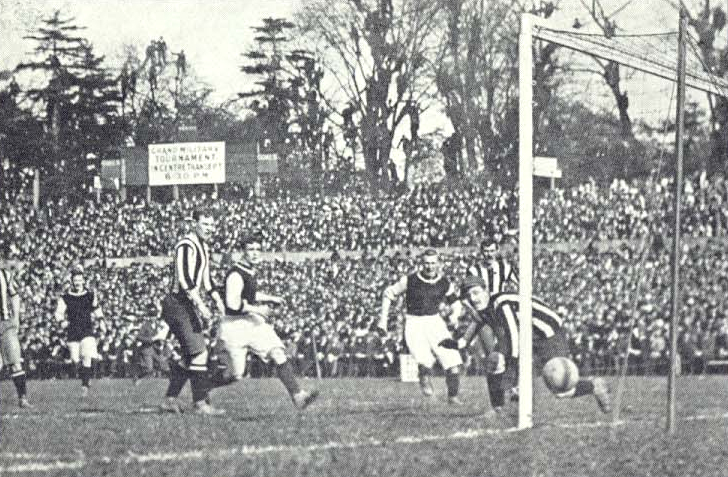
Harry Hampton po zdobyciu bramki w finale Pucharu Anglii – 1905 rok

Początki Newcastle United FC sięgają jeszcze czasów wiktoriańskich i rywalizacji dwóch lokalnych zespołów: Newcastle East End i Newcastle West End. Usytuowane po przeciwnych stronach miasta drużyny uformowały się na początku lat 80. XIX wieku i pierwotnie specjalizowały się w grze w krykieta. Rwalizacja pomiędzy nimi trwała przez wiele lat, aż w 1892 roku wyraźna stała się przewaga East End. Drugi z klubów szybko popadł w kłopoty finansowe, w związku z czym rywale przejęli jego stadion – St James’ Park. Niebawem zmieniono nazwę klubu na Newcastle United, a czerwono-białe koszulki zastąpiono trykotami w czarno-białe pasy, które od tej chwili są jednym z symboli drużyny. W 1893 klub został włączony do Football League. Tuż przed końcem wieku Newcastle uzyskało promocję do najwyższej klasy rozgrywek po serii „Test Matches” – ówczesnej wersji dzisiejszych spotkań play-off. Zapoczątkowano politykę sprowadzania utalentowanych piłkarzy z innych regionów Wysp Brytyjskich (głównie Szkocji) i w ten sposób powstała mocna na skalę krajową drużyna. Do pochodzących z Newcastle Billa McCrackena, Jimmy’ego Howie, Petera McWilliama i Andy’ego Aitkena dołączyli tacy piłkarze jak: Colin Veitch, Jackie Rutherford, Jimmy Lawrence i Albert Shepherd. W tym czasie zawodnicy Newcastle trzy razy zdobyli mistrzostwo ligi i pięciokrotnie dotarli do finału Pucharu Anglii. Okres do rozpoczęcia I wojny światowej był czasem dominacji Newcastle.Lata powojenne również były pełne sukcesów. W 1924 roku drużyna zdobyła Puchar Anglii, pokonując na Wembley Aston Villę. Rekordowy jak na tamte czasy transfer szkockiego środkowego napastnika Hughiego Gallachera sprawił, że trzy lata później Newcastle zdobyło czwarte mistrzostwo. Koszulkę w czarno-białe pasy przywdziały także inne wielkie nazwiska – oprócz legendarnego Gallachera barw Newcastle bronili Neil Harris, Stan Seymour i Frank Hudspeth. Drugi z wymienionych odegrał dużą rolę w historii klubu, również jako późniejszy trener i dyrektor. W 1932 roku Newcastle ponownie zagrało w finale FA Cup, w bardzo kontrowersyjnych okolicznościach pokonując Arsenal 2-1. W tym czasie w klubie grali tak znani zawodnicy jak Sammy Weaver, Jack Allen, a dodatkowo został zatrudniony pierwszy w historii menedżer – Andy Cunningham. Po triumfie na Wembley przyszedł gorszy okres i w 1934 roku po raz pierwszy w historii Newcastle zostało zdegradowane do niższej klasy rozgrywkowej. Proces odbudowy klubu trwał przez kilka lat aż do rozpoczęcia II wojny światowej, w czym udział miał jego były piłkarz Stan Seymour, który dołączył do zarządu.

### Po II wojnie światowej
W latach 50. Sroki wygrały trzykrotnie Puchar Anglii, pokonując kolejno: Blackpool 2-0 (1951), Arsenal 1-0 (1952) i Manchester City 3-1 (1955). W klubie grali cenieni w całym kraju piłkarze, a Jackie Milburn i Bobby Mitchell wyrobili sobie rangę na arenie międzynarodowej. Jednak już w 1961 roku, pomimo posiadania w swym składzie wielu gwiazd, między innymi Ivora Allchurcha, George’a Easthama czy Lena White’a, drużyna Newcastle spadła do niższej ligi. Tam objął ją Joe Harvey, rozpoczynając swoją długą karierę na stanowisku szkoleniowca klubu z północnej Anglii. Pod jego wodzą powrócił on w 1965 roku na piłkarskie salony. Podopieczni Harveya po raz pierwszy zakwalifikowali się do europejskich pucharów i w 1969 roku zdobyli Puchar Miast Targowych. W 1974 w finale Pucharu Anglii Newcastle zmierzyło się z Liverpoolem, a dwa lata później walczyło o Puchar Ligi z Manchesterem City. W obydwu przypadkach Sroki nie zdołały przywieźć trofeów do Tyneside.

### Lata 80. i początek wieku XXI
Początek lat 80. wiąże się ze spadkiem formy drużyny i degradacją do Second Division, w związku z czym ze stanowiska menedżera ustąpił Joe Harvey. Drużynę z powrotem do First Division wprowadził Arthur Cox, a wśród jego podopiecznych największą uwagę kibiców skupił napastnik Kevin Keegan, który dołączył do drużyny United w 1982 roku. Newcastle awansowało do najwyższej klasy rozgrywek, mając w swym składzie młodych zawodników, takich jak: Peter Beardsley i Chris Waddle, a oraz bardziej doświadczonych graczy jak Terry McDermott czy David McCreery.
Wkrótce do klubu przybył Paul Gascoigne, zaś stanowisko trenera objął Jack Charlton. Newcastle umocniło swoją pozycję w First Division, ale wkrótce nastąpiła wyprzedaż najlepszych zawodników – odeszli Beardsley, Gascoigne i Waddle. Klub został zdegradowany do Second Division i wpadł w kłopoty finansowe, w związku z czym pojawił się obawy o jego dalsze losy. Odbudowę Newcastle United zapoczątkował Kevin Keegan, który zastąpił na stanowisku trenera Osvalda Ardilesa, gdy drużyna znajdowała się w dole tabeli Second Division i po raz pierwszy w historii była blisko degradacji do Division Three. Keegan sprowadził nowych piłkarzy (Robert Lee czy Andy Cole), którzy stali się gwiazdami światowego formatu. Po reformie rozgrywek w Anglii Newcastle dołączyło do piłkarskiej elity w 1993 roku. Bardzo szybko wyrobiło sobie mocną pozycję w Premier League, dwukrotnie będąc blisko mistrzowskiego tytułu. W Newcastle pojawili się nowi piłkarze z zagranicy (Tino Asprilla, David Ginola), a także cenieni angielscy gracze (Les Ferdinand, Alan Shearer). Pod wodzą Kenny’ego Dalglisha Newcastle cieszyło się opinią bardzo ofensywnie grającej drużyny. Dostała się ona do Ligi Mistrzów i osiągnęła finał Pucharu Anglii, a w 1998 roku uległa w lidze tylko Arsenalowi. Następną znaną w środowisku postacią na stanowisku trenera był Holender Ruud Gullit. Po raz kolejny Newcastle zagrało w finale FA Cup, tym razem ulegając Manchesterowi United.

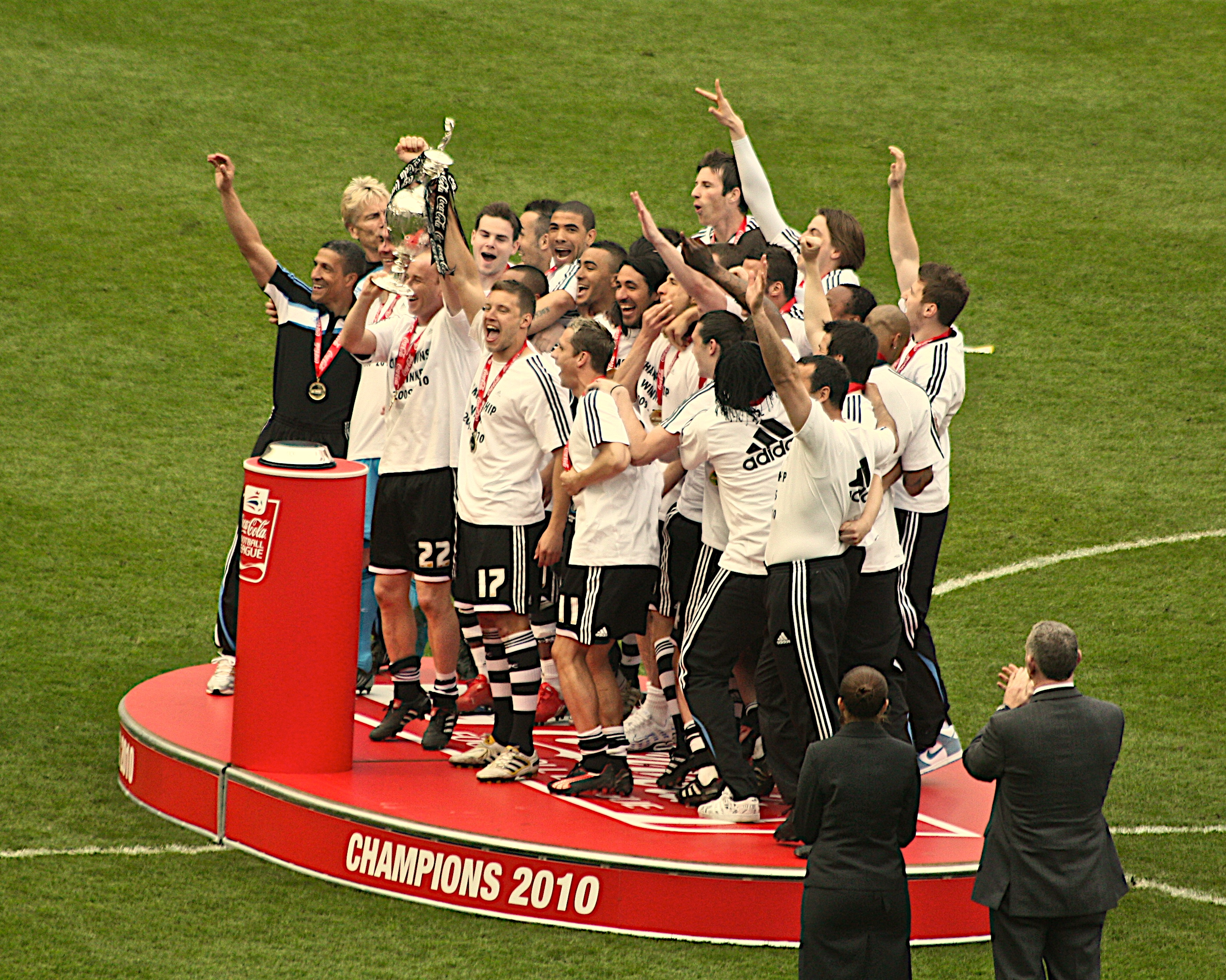
Piłkarze Newcastle świętujący powrót do Premier League w 2010 roku

Kolejne lata były gorszym okresem w historii klubu – jego apogeum stał się sezon 2008/2009. Na początku sezonu zwolniono (z powodu konfliktu z zarządem) po raz kolejny trenującego Newcastle Kevina Keegana, a jego następcą został Joe Kinnear. Jednak już niecałe pół roku później, w lutym 2009 roku, ze względu na operację serca nowy szkoleniowiec musiał opuścić klub, a jego stanowisko zajął Alan Shearer. Nie udało mu się uratować drużyny przed degradacją do Championship i Sroki po raz pierwszy od założenia Premier League pożegnały się z najwyższą angielską klasą rozgrywkową.

### 2009-2021
27 października 2009 roku drużynę objął Chris Hughton, który w swoim pierwszym sezonie wywalczył awans do Premier League. Po dobrym początku rozgrywek w dniu 6 grudnia 2010 roku Hughton został zwolniony, ponieważ zarząd stwierdził, że chciałby mieć bardziej doświadczonego menedżera. Trzy dni później nowym trenerem został Alan Pardew. Ostatecznie Sroki zajęły 12. miejsce w ligowej tabeli. Kolejny sezon okazał się bardzo dobry – Newcastle zajęło 5. miejsce w tabeli (wyprzedzając m.in. Chelsea). Najlepszym strzelcem został Demba Ba, który zaliczył 16 trafień. Pozwoliło to klubowi zagrać w Lidze Europy, gdzie zajął drugie miejsce w grupie, a w ćwierćfinale przegrał dwumecz z Benficą. Po raz kolejny Newcastle spadło z ligi w 2016 roku, pomimo zatrudnienia w końcówce sezonu cieszącego się międzynarodową renomą Rafaela Beníteza. Zaledwie po jednym sezonie Newcastle ponownie powróciło do elity, wygrywając rozgrywki Championship.

### 2021 – obecnie
7 października 2021 roku klub został kupiony za 300 milionów funtów przez konsorcjum kierowane przez Public Investment Fund (PIF) – fundusz majątkowy z Arabii Saudyjskiej. W skład konsorcjum wchodziły także PCP Capital Partners i RB Sports & Media. PIF posiadał 80% akcji klubu, a PCP Capital Partners i RB Sports & Media odpowiednio po 10%. Po uzyskaniu zgody Premier League na przejęcie Newcastle United zostało ustalone, że za zarządzaniem klubem będą odpowiedzialni PCP Capital Partners należące do finansistki Amandy Staveley, która została dyrektorem zarządzającym klubu, a także przedstawiciele spółki RB Sports & Media.
20 października 2021 roku z funkcji trenera klubu został zwolniony Steve Bruce. Klub znajdował się wtedy na przedostatnim miejscu w tabeli po trzech remisach i pięciu porażkach w pierwszych ośmiu meczach sezonu. 8 listopada 2021 roku nowym trenerem drużyny został Eddie Howe, były trener drużyny A.F.C. Bournemouth. Udało mi się utrzymać zespół w lidzie i w sezonie 2021-2022, po serii 12 zwycięstw w ostatnich 18 meczach Eddie Howe poprowadził klub do 11. miejsca w tabeli. Tym samym Newcastle stało się pierwszą drużyną w historii Premier League, która uniknęła spadku mimo braku zwycięstwa w pierwszych 14 spotkaniach sezonu.
W sezonie 2022/2023 klub zajął 4.miejsce w tabeli i po raz pierwszy od 20 lat zapewnił sobie awans do Ligi Mistrzów. W Champions League drużyna trafiła do grupy F, która wówczas była określona jako „grupa śmierci”. Grupowymi rywalami Newcastle były drużyny Paris Saint-Germain, Borussii Dortmund oraz A.C. Milan. Zmagania w Lidze Mistrzów drużyna rozpoczęła od bezbramkowego remisu na San Siro z drużyną AC Milan. Następnie nastąpiło zwycięstwo 4-1 Paris Saint-German na własnym stadionie, ale porażka u siebie z Borussią Dortmund i tylko jeden punkt uzyskany w rewanżowych starciach sprawiły, że drużyna zajęła ostatnie miejsce w tabeli grupy F, co oznaczało brak europejskich pucharów na wiosnę sezonu 2023/2024.
W sezonie 2023/2024 drużyna zajęła 7. miejsce w tabeli, które nie gwarantowało udziału w europejskich pucharach.
Rozgrywki 2024/2025 to sezon w którym klub zdobył puchar. 16 marca 2025 roku Newcastle United zdobyło pierwsze trofeum od 56 lat i pierwszy krajowy puchar od 70 lat pokonując w finale Pucharu Ligi na Wembley drużynę Liverpoolu 1-2. Gole dla Newcastle zdobyli Dan Burn oraz Alexander Isak. Po zwycięstwie na Wembley klub zorganizował paradę celebrującą trofeum w której uczestniczyło 300 000 osób. Wygranie Pucharu Ligi dało Newcastle prawo udziału w rozgrywkach Ligi Konferencji Europy w sezonie 2025/2026.

## Statystyki i rekordy
Do tej pory włącznie z sezonem 2015/16 Newcastle spędziło 85 sezonów w najwyższej klasie rozgrywkowej. Pod tym względem są na ósmym miejscu w historycznej tabeli Premier League.
Rekord pod względem liczby rozegranych meczów w barwach klubu należy do bramkarza Jimmy’ego Lawrence’a, który w latach 1904–1922 rozegrał 507 spotkań.
Najwięcej goli w lidze zdobył Alan Shearer – 148 goli w latach 1996–2006. Sherarer jest również rekordzistą pod względem goli w historii całej Premier League. Grając w Southampton, Blackburn Rovers i Newcastłe United w 441 meczach zdobył łącznie 260 bramek.
Rekord goli ligowych zdobytych w jednym sezonie należy do Andy’ego Cole’a, który w ligowej kampanii 1994/1995 zdobył 34 bramki.
Największym zwycięstwem zespołu była wygrana nad Newport County 13-0 w 1946 roku, a największą porażką występ przeciwko Burton Wanderers w 1895 roku.
Rekordowa frekwencja na stadionie w meczu ligowym to 68 386 kibiców podczas meczu z Chelsea w 1930 roku.
Najwyższą frekwencję w Premier League odnotowano 6 maja 2012 roku z Manchesterem City.
Najdroższym graczem w historii klubu jest Alexander Isak, sprowadzony za 70 mln funtów z Real Sociedad. Najdrożej sprzedanym zawodnikiem jest wychowanek Elliot Anderson, który odszedł do Notthingam Forrest za kwotę 35 mln funtów.
Newcastle jest pierwszą drużyną w historii Premier League, która uniknęła spadku mimo braku zwycięstwa w pierwszych 14 spotkaniach sezonu (rozgrywki 2021-2022).
Do Newcastle United należy rekord Premier League pod względem ilości goli strzelonych jednemu oponentowi w trakcie jednego sezonu. Strzelając 13 goli drużynie Sheffield United w sezonie 2023/24 (zwycięstwa 5-1 u siebie i 8-0 na wyjeździe), Newcastle pobiło rekord należący do tego czasu do drużyny Manchesteru City, która w dwóch meczach ligowych sezonu 2019/20 strzeliła 12 goli drużynie Watford.
Najwyższymi wygranymi Newcastle w erze Premier League jest domowa wygrana z drużyną Sheffield Wednesday w wymiarze 8-0 w sezonie 1999/2000, a także wyjazdowe zwycięstwo z drużyną Sheffield United w sezonie 2023/24 zakończona takim samym wynikiem.
W rozegranym 19 września 2019 roku na St. James’ Park meczu Sheffield Wednesday wygranym przez Newcastle 8-0, padł również rekord największej ilości goli zdobytych przez gracza Newcastle w jednym meczu. Alan Shearer zdobył w tym spotkaniu 5 bramek.
Klub należy do wąskiego grona 6 drużyn, które odnotowały największą ilości remisów odnotowanych w jednym sezonie najwyższej klasy rozgrywkowej. W sezonie 2003/2004 na 38 meczów 17 spotkań z udziałem Newcastle zakończyło się podziałem punktów. Aż 10 z nich były to spotkania wyjazdowe, co po dziś dzień jest rekordem ligi pod względem ilości remisów na wyjazdach w jednym sezonie.
Newcastle to jedyny klub w historii Premier League, który nigdy nie odnotował frekwencji na własnym stadionie poniżej 30 000 widzów. Najniższa frekwencja na St. James’ Park wyniosła 32 067 i została zanotowana podczas meczu z Southampton w styczniu 1994 roku.
W sezonie 2016-2017, kiedy drużyna grała na poziomie Championship, klub ustanowił rekord największej frekwencji na drugim poziomie rozgrywek ligowych w Anglii. Stadion St. James’ Park gromadził średnio 51 105 kibiców na meczu, a w całym sezonie domowe mecze Newcastłe United obejrzało łącznie 1 175 442 osób.

## Stroje

### Producenci
| Producenci    | Producenci                         |
| ------------- | ---------------------------------- |
| 1974–1975     | Bukta                              |
| 1975–1976     | Umbro                              |
| 1976–1980     | Bukta                              |
| 1980–1993     | Umbro                              |
| 1993–1995     | Asics                              |
| 1995–2010     | Adidas                             |
| 2010–2021     | Puma                               |
| 2021–2024     | Castore Sportswear                 |
| 2024-         | Adidas                             |
| Sponsorzy     |                                    |
| 1980–1986     | Newcastle Breweries                |
| 1986– Dec1990 | Greenall’s                         |
| Dec1990 -2000 | McEwan’s Lager/Newcastle Brown Ale |
| 2000–2003     | telewest:ntl                       |
| 2003–2012     | Northern Rock                      |
| 2012–2013     | Virgin Money                       |
| 2013-2017     | Wonga.com                          |
| 2017-2023     | Fun88                              |
| od 2023       | Sela                               |

## Właściciele i kadra zarządzająca
- Właściciel: Public Investment Fund (PIF) i RB Sports & Media
- Prezes: Yasir Al-Rumayyan
- Członek zarządu: Jamie Reuben
- Członek zarządu: Abdulmajid Ahmed Alhagbani
- Członek zarządu: Asmaa Mohammed Rezeeq
- Członek zarządu: Roger Thornton
- Członek zarządu: Jacobo Solis
- Dyrektor zarządzający: Darren Eales
- Dyrektor finansowy: Simon Capper
- Dyrektor sportowy: Paul Mitchell
- Kierownik ds.mediów i treści: Lee Marshall
- Rzecznik prasowy: Mark Hannen[40]

## Sztab szkoleniowy
- Menedżer: Eddie Howe
- Asystent menedżera: Jason Tindall
- Asystent menedżera: Graeme Jones
- Trener pierwszej drużyny: Stephen Purches
- Trener pierwszej drużyny: Simon Weatherstone
- Kierownik ds. psychologii: Ian Mitchell
- Kierownik ds. siły i kondycji: Nick Grantham
- Kierownik wyszkolenia bramkarskiego: Adam Bartlett
- Trener bramkarzy pierwszej drużyny: Shwan Jalal
- Trener sesji bramkarskich: Paul Barron
- Dyrektor Akademii: Steve Harper
- Trener drużyny U21: Diarmuid O’Carroll
- Kierownik ds. wyszkolenia bramkarskiego w Akademii: Tony Caig
- Główny trener drużyny U18: Chris Moore
- Asystent trenera drużyny U18: James Marwood
- Trener bramkarzy drużyny U18: Dani Garcia
- Trener drużyny U16: Jack Brazil
- Trener drużyny U15: Graeme Coulson
- Trener bramkarzy drużyn U13-U16: James Montgomery
- Trener piłkarzy Pre-Academy: Moyo Arowolo
- Trener ds. planu rozwoju indywidualnego i metodologii: Neil Winskill
- Koordynator ds. wypożyczeń zawodników Akademii: Shola Ameobi
- Asystent koordynatora ds. wypożyczeń zawodników Akademii: Peter Ramage
- Kierownik ds. medycyny i nauki sportowej: Paul Catterson
- Specjalista ds. nauki sportowej pierwszej drużyny: James Allan
- Specjalista ds. nauki sportowej pierwszej drużyny: John Fitzpatrick
- Kierownik ds. rehabilitacji: Sean Beech
- Naczelny fizjoterapeuta pierwszej drużyny: Jonny King
- Fizjoterapeuta pierwszej drużyny: Dave Galley
- Specjalista ds tkanek miękkich: Craig Russel
- Główny fizjoterapeuta Akademii: Carl Nelson
- Fizjoterapeuta Akademii: Stephen Weir
- Trener fitness: Simon Tweddle
- Trener fitness: Chris Wilding
- Trener fitness Akademii: Scott Pearce
- Kierownik rekrutacji Akademii: Paul Midgley
- Analityk pierwszej drużyny: Michael Emmerson
- Analityk pierwszej drużyny: Mark Leyland
- Analityk drużyny U21: Haydn Rockall
- Szef skautingu: Steve Nickson[40]

## Sukcesy
- Puchar Miast Targowych: 1969
- Mistrzostwo Anglii (4): 1905, 1907, 1909, 1927
- Puchar Anglii (6): 1910, 1924, 1932, 1951, 1952, 1955
- Superpuchar Anglii: 1909
- Puchar Ligi Angielskiej: 2025

## St James’ Park

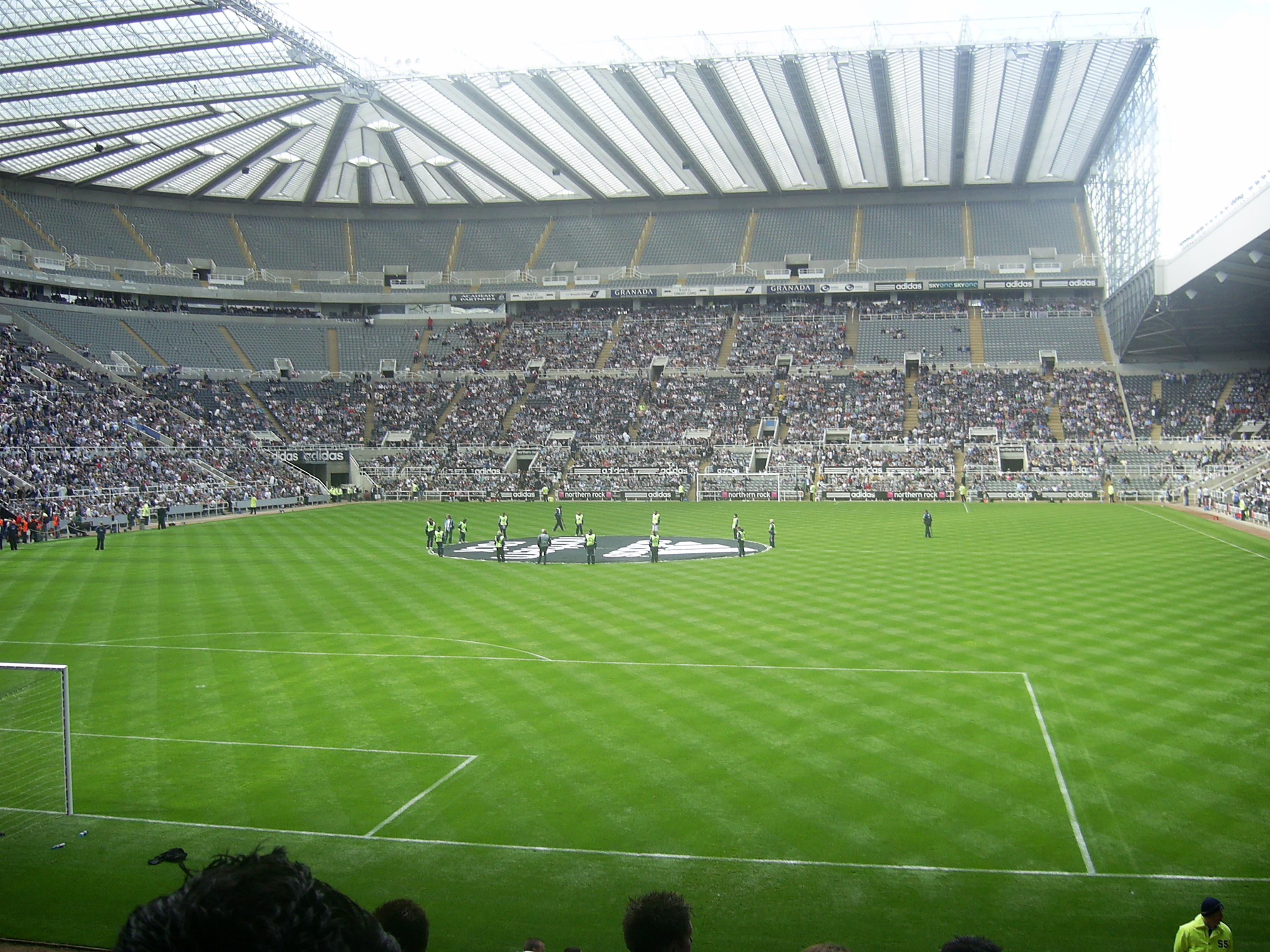
St James’ Park

- Wymiary płyty boiska: 105 × 68 m
- Pojemność stadionu na sezon 2024/25: 52 258
- Rekord frekwencji: 68 386 (z Chelsea 03.09.1930 – I liga)

Nazwy poszczególnych trybun
1. Milburn Stand
2. East Stand
3. Sir John Hall Stand
4. Sir John Hall West Corner
5. Sir John Hall East Corner
6. South Stand (Newcastle Brown Stand)

## Trenerzy
| - Frank Watt (1895-1932) - Andy Cunningham (1930–1935) - Tom Mather (1935-1939) - Stan Seymour (1939–1947) - George Martin (1947-1950) - Stan Seymour (1950-1954) - Duggie Livingstone (1954-1956) - Stan Seymour (1956-1958) - Charlie Mitten (1958-1961) - Norman Smith (1961-1962) - Joe Harvey (1962-1975) - Gordon Lee (1975-1977) - Richard Dinnis (1977) - Bill McGarry (1977-1980) - Arthur Cox (1980-1984) - Jack Charlton (1984) - Willie McFaul (1985-1988) - Colin Suggett (1988, tymczasowo na 5 spotkań) - Jim Smith (1988-1991) - Osvaldo Ardiles (1991-1992) |  | - Kevin Keegan (1992-1997) - Terry McDermott (1997, tymczasowo na 1 mecz) - Kenny Dalglish (1997-1998) - Ruud Gullit (1998-1999) - Steve Clarke (1999, tymczasowo na 1 mecz) - sir Bobby Robson (1999-2004) - John Carver (2004, tymczasowo na 1 mecz) - Graeme Souness (2004-2006) - Glenn Roeder (2006-2007) - Sam Allardyce (2007-2008) - Nigel Pearson (2008, tymczasowo na 1 mecz) - Kevin Keegan (2008) - Joe Kinnear (2008-2009) - Alan Shearer (2009) - Chris Hughton (2009–2010) - Alan Pardew (2010-2015) - John Carver (2015, tymczasowo do końca sezonu 2014/2015) - Steve McClaren (2015-2016) - Rafael Benítez (2016-2019) - Steve Bruce (2019-2021) - Eddie Howe (2021-) |

## Obecny skład
Stan na 20 sierpnia 2025.
| Nr | Poz. | Piłkarz                    |
| -- | ---- | -------------------------- |
| 1  | BR   | Nick Pope                  |
| 2  | OB   | Kieran Trippier            |
| 3  | OB   | Lewis Hall                 |
| 4  | OB   | Sven Botman                |
| 5  | OB   | Fabian Schär               |
| 6  | OB   | Jamaal Lascelles (kapitan) |
| 7  | PO   | Joelinton                  |
| 8  | PO   | Sandro Tonali              |
| 10 | NA   | Anthony Gordon             |
| 11 | NA   | Harvey Barnes              |
| 12 | OB   | Malick Thiaw               |
| 13 | OB   | Matt Targett               |
| 14 | NA   | Alexander Isak             |
| 17 | OB   | Emil Krafth                |

| Nr | Poz. | Piłkarz                                    |
| -- | ---- | ------------------------------------------ |
| 18 | NA   | William Osula                              |
| 20 | NA   | Anthony Elanga                             |
| 21 | OB   | Tino Livramento                            |
| 23 | PO   | Jacob Murphy                               |
| 26 | BR   | John Ruddy                                 |
| 28 | PO   | Joe Willock                                |
| 29 | BR   | Mark Gillespie                             |
| 30 | OB   | Harrison Ashby                             |
| 32 | BR   | Aaron Ramsdale (wypożyczony z Southampton) |
| 33 | OB   | Dan Burn                                   |
| 37 | OB   | Alex Murphy                                |
| 39 | PO   | Bruno Guimarães                            |
| 41 | PO   | Jacob Ramsey                               |
| 67 | PO   | Lewis Miley                                |

### Piłkarze na wypożyczeniu
| Nr | Poz. | Piłkarz                                              |
| -- | ---- | ---------------------------------------------------- |
| 19 | BR   | Odiseas Wlachodimos (w Sevilli do 30 czerwca 2026)   |
| 40 | PO   | Joe White (w Leyton Orient do 30 czerwca 2026)       |
|    | PO   | Antoñito Cordero (w KVC Westerlo do 30 czerwca 2026) |